# Jan Waliski
Jan Waliski (Walicki) herbu Łada – podwojewodzi czernihowski w 1716 roku, burgrabia lubelski w latach 1710-1722. 